# Rhipidocephala scutata
Rhipidocephala scutata là một loài ruồi trong họ Asilidae. Rhipidocephala scutata được Oldroyd miêu tả năm 1966. Loài này phân bố ở vùng nhiệt đới châu Phi.